# سوريا كانت تريباثي

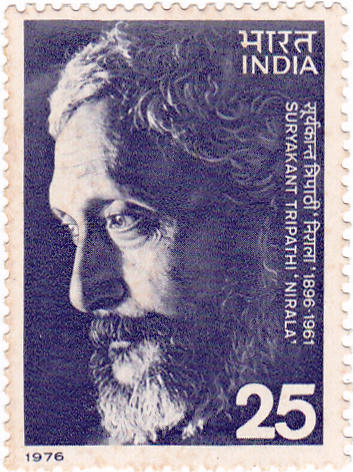
نيرالا : سوريا كانت تريباثي

سوريا كانت تريباثي «نيرالا» (21 فبراير 1896 – 15 أكتوبر 1961) كان شاعرًا وروائيًا وكاتب مقالات و قصص باللغة الهندية. كما رسم العديد من الرسومات.

## سيرة شخصية
كانت حياة نيرالا باستثناء فترات قصيرة سلسلة طويلة من المحن والمآسي. كان والده بانديت رمساهايا تريباثي موظفًا حكوميًا وكان شخصًا مستبدًا. ماتت والدته عندما كان صغيرا. تلقى نيرالا تعليمه في المتوسطة في مدرسة بنغالية في ماهيشادال، بوربا ميدينيبور.
بعد زواجه في سن مبكرة (عمره 20)، تعلم نيرالا اللغة الهندية بإصرار من زوجته مانوهارا ديفي و سرعان ما بدأ في كتابة القصائد باللغة الهندية بدلاً من البنغالية. بعد طفولة سيئة قضى نيرالا بضع سنوات سعيدة مع زوجته لكن هذه المرحلة لم تدم طويلاً حيث توفيت زوجته عندما كان يبلغ من العمر 20 عامًا ولقد ماتت أيضًا ابنته (التي كانت أرملة). فقد نيرالا نصف عائلته بما في ذلك زوجته وابنته في عام 1918 بتفشي الإنفلونزا الإسبانية.